# Торгові ряди (Лебедин)
Торго́ві ряди́ — комплекс торгових рядів у місті Лебедині Сумської області. Розташований у центрі міста, на Соборній площі, 37—39. Історико-архітектурна пам'ятка міста. 
Комплекс побудований 1847 року у стилі пізнього класицизму XIX століття. Одноповерхові крамниці, з зовнішнього боку — відкрита галерея з подвоєними колонами, посередині — невелике двоповерхове приміщення з головним входом. Нині споруда використовується частково за своїм прямим призначенням — у ній розміщені крамниці, склади. 